# Giovanni De Simon
Giovanni De Simon (Osoppo, 1880 – 1949) è stato un imprenditore e dirigente d'azienda italiano.

## Biografia
Secondogenito di tre figli fin da giovanissimo inizia a far pratica nella meccanica lavorando nel laboratorio per la lavorazione del legno fondato da suo padre. Alla fine della prima guerra mondiale, nominato direttore, affronta il difficile momento economico attraverso una politica di diversificazione che dalla produzione di mobili sfocia nella realizzazione di serramenti per caserme e cabine e cassoni per autocarri; in quest'ultimo campo avvia anche una produzione di casse per il trasporto di viaggiatori da montare sui telai di veicoli militari dismessi per trasformarli in autobus. All'inizio degli anni trenta alla falegnameria abbina una nuova linea di produzione per carrozzerie metalliche sempre destinate ai veicoli autobus. La produzione va avanti fiorente fino al periodo della RSI, quando la fabbrica viene prima occupata dai tedeschi e poi bombardata. Nei suoi ultimi anni, pur mantenendo il controllo dell'impresa, ricopre le cariche di giudice conciliatore e commissario prefettizio di Osoppo. Dopo la sua morte la gestione dell'azienda passa ai figli Ilvo e Ubaldo.